# Steve Houanard
Steve Houanard (* 2. April 1986 in Paris) ist ein ehemaliger französischer Radrennfahrer.

## Sportlicher Werdegang
Nach einigen Top-10-Platzierungen in der Saison 2007 wurde Houanard zur Saison 2008 Mitglied im Team Skil-Shimano. 2008 gewann er die Trophée des Champions und belegte den dritten Platz in der Tour Alsace. 2009 wurde er Zehnter der Gesamtwertung der Driedaagse van West-Vlaanderen.
Zur Saison 2011 wechselte Houanard zum UCI WorldTeam AG2R La Mondiale. Gleich im ersten Jahr startete er bei der Vuelta a España und belegte Platz 133. Nachdem Houanard am 21. September 2012 in einer Dopingkontrolle außerhalb eines Wettkampfs positiv auf EPO getestet wurde, suspendierte ihn sein Team AG2R, und er wurde mit seinem am 18. Januar 2013 erklärten Einverständnis durch die Union Cycliste Internationale für zwei Jahre gesperrt. Nach Ablauf seiner Sperre kehrte er nicht in den professionellen Radsport zurück und nimmt nur noch gelegentlich an Amateurrennen teil.